# کباب بختیاری
کباب بختیاری، یکی از کباب‌های سنتی و مشهور مردم بختیاری  ست که ابتدا در مناطق بختیاری مانند  چهارمحال و بختیاری ، خوزستان و استان اصفهان  تهیه می‌شد اما امروزه در سراسر ایران به یک غذای مشهور تبدیل شده‌است. برای تهیه آن از راسته گوسفندی و سینه مرغ استفاده می‌شود. برحسب سلیقه می‌توان به جای سینه مرغ از فیله ماهی استفاده کرد.